# آردنو
آردنو (به ایتالیایی: Ardenno) یک کومونه در ایتالیا است که در استان سوندریو واقع شده‌است.

## خصوصیات
آردنو ۱۷٫۰ کیلومترمربع مساحت و ۳٬۲۷۰ نفر جمعیت دارد و ۲۶۶ متر بالاتر از سطح دریا واقع شده‌است.